# Bentley S2 Continental
Der Bentley S2 Continental ist ein Oberklassefahrzeug, das von 1959 bis 1962 von Bentley in 388 Exemplaren hergestellt wurde. Der Continental war ein Sondermodell des Bentley S2, das einen sportlichen Anspruch verfolgte. Er löste den S1 Continental ab. Der mit individuellen Karosserien versehene Continental S2 war eines der teuersten Automobile seiner Zeit.

## Hintergrund

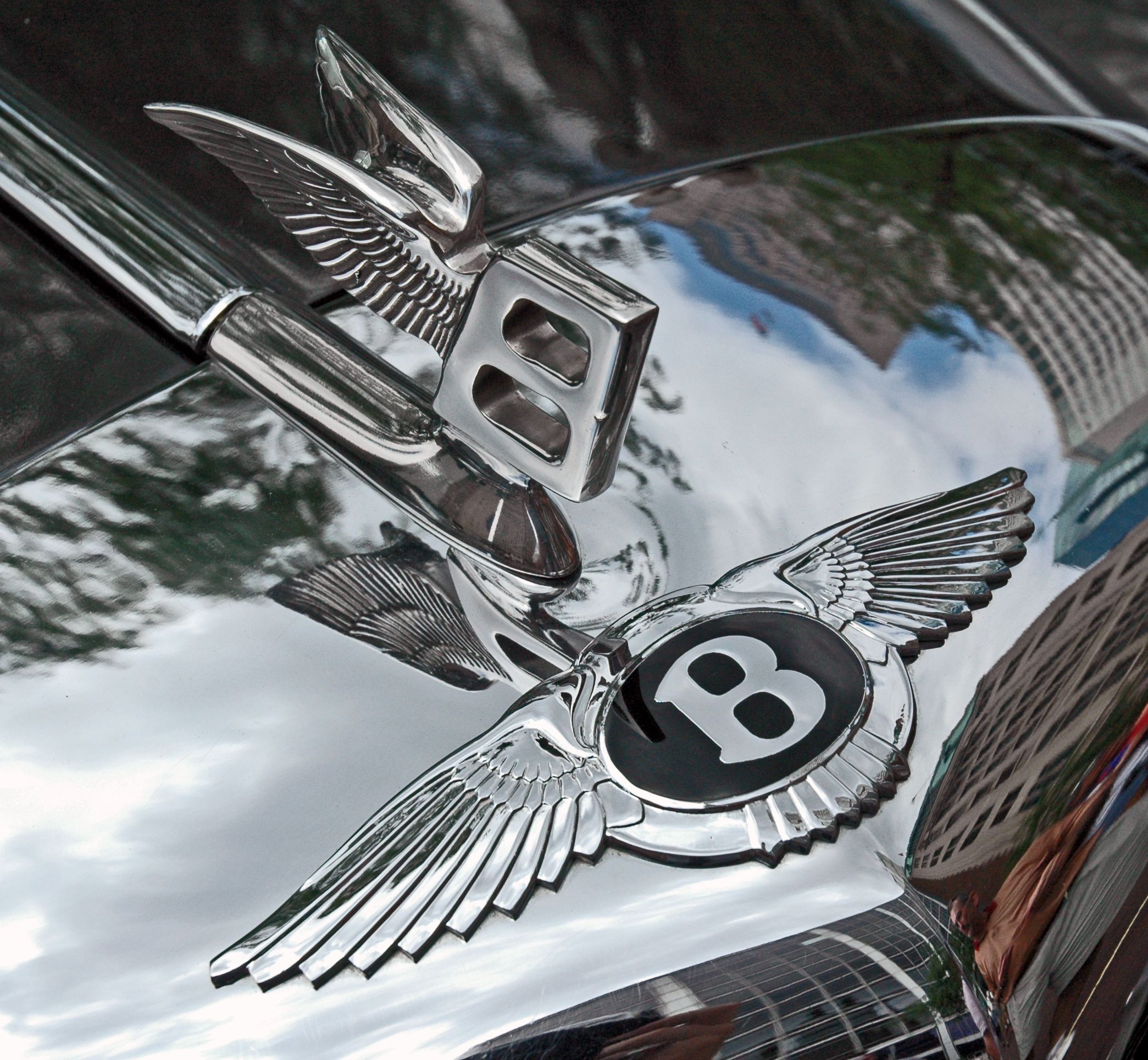
Bentley-Emblem auf einem Kühler

Die zu Rolls-Royce gehörende Marke Bentley hatte 1952 mit dem R-Type Continental eine sportliche Alternative zu den Standard-Modellen der R-Baureihe vorgestellt, die ganz überwiegend mit einer zweitürigen Fließheck-Karosserie von H.J. Mulliner ausgestattet gewesen war. Als Bentley im April 1955 den R-Type durch den S1 ersetzte, legte das Unternehmen eine neue Continental-Baureihe auf, die auf dessen mit dem Rolls-Royce Silver Cloud übereinstimmender Technik beruhte. Wie im Fall des R-Type lieferte Bentley lediglich das fahrbereite Chassis, während die Aufbauten weiterhin von unabhängigen Karosserieherstellern den individuellen Kundenwünschen entsprechend gefertigt wurden. Dieses Konzept setzte Bentley nach der Einführung des vor allem im Technikbereich überarbeiteten S2 fort. Der Continental war nach wie vor nur als Bentley lieferbar; ein Rolls-Royce-Pendant wurde nicht angeboten.

## Technik
Die Technik des Continental S2 entsprach nahezu vollständig der des serienmäßigen S2 und damit dem Rolls-Royce Silver Cloud II. Wie das Standardmodell, verwendete auch der Continental S2 einen Leiterrahmen aus Stahl. Als Antrieb diente in beiden Fällen der neu entwickelte Leichtmetall-Achtzylindermotor mit 6,2 Litern Hubraum. Das Triebwerk war 14 kg leichter als der bisherige Reihensechszylindermotor und bot zugleich 25 % mehr Leistung. Anderseits war das nun serienmäßig lieferbare Automatikgetriebe auf komfortable Schaltvorgänge ausgelegt und egalisierte damit einen Teil des Leistungszuwachses. Das Chassis und die Aufhängung blieben gegenüber dem S1 unverändert.

## Karosserien
Wie schon bei den Vorgängermodellen, gab es keine standardmäßig gelieferten Werkskarosserien für das S2-Continental-Chassis. Die Aufbauten stellten ganz überwiegend britische Karosseriebauer her.

### H. J. Mulliner
Das seinerzeit noch selbständige Karosseriebauunternehmen H. J. Mulliner sah zwei unterschiedliche Aufbauten vor. Die beim R-Type Continental und beim S1 Continental sehr beliebte zweitürige Fließheckkarosserie entfiel. Stattdessen bot Mulliner einen viertürigen Aufbau mit der Bezeichnung S2 Continental Flying Spur an, den Herbert Nye bereits für das Vorgängermodell entworfen hatte, sowie eine davon abgeleitete zweitürige Version mit einem Stufenheck. Der viertürige Flying Spur war mit 128 Exemplaren das erfolgreichste Modell aller S2-Continental-Varianten. Mulliners Zweitürer verkaufte sich 96 mal. Der Flying Spur ist 50 Jahre nach der Produktionseinstellung auf dem Klassikermarkt für Preise zwischen 40.000 und 100.000 £ erhältlich, das Mulliner-Coupé ist doppelt so teuer.

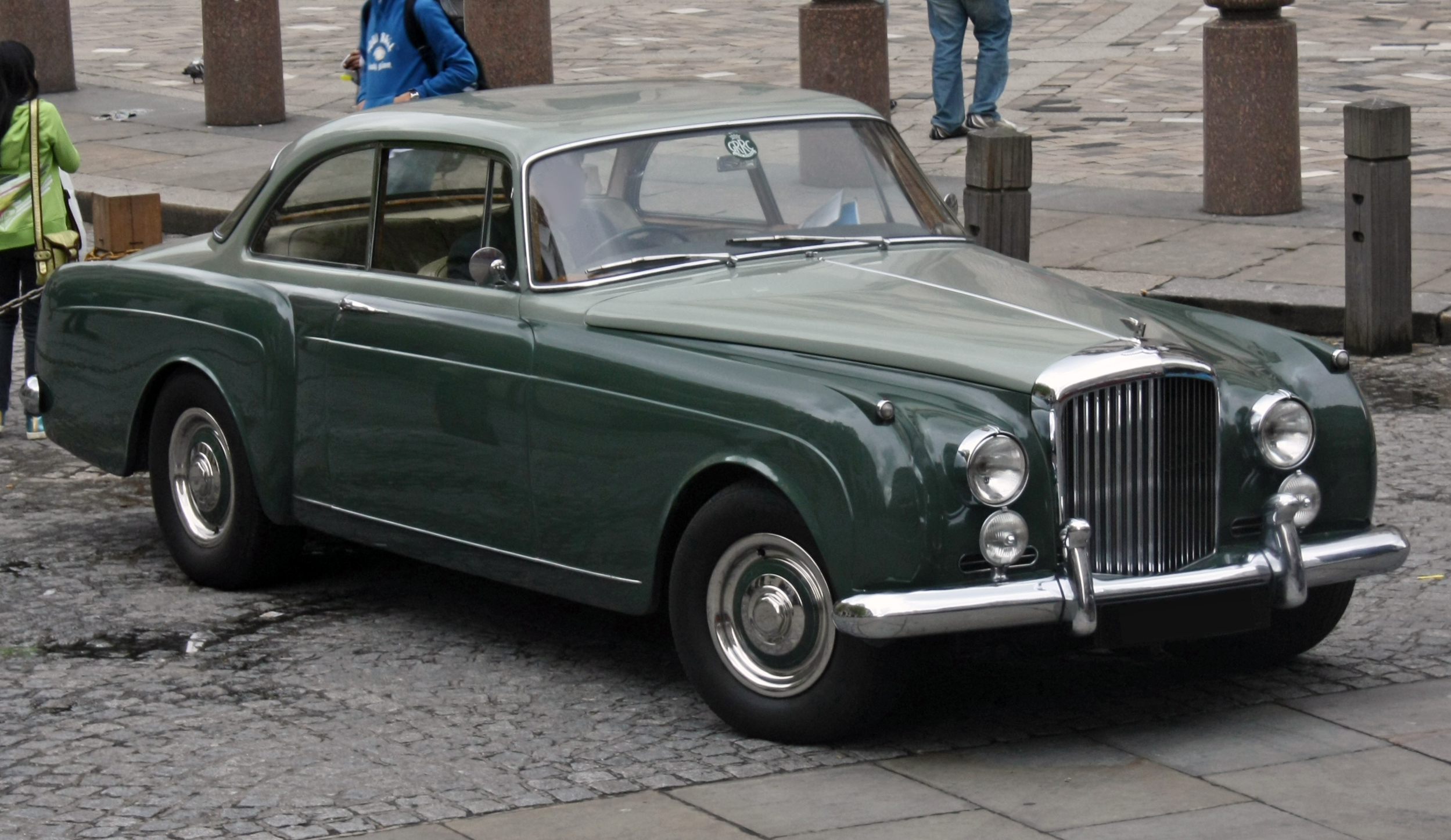
S2 Continental 2 Door Saloon von H.J. Mulliner
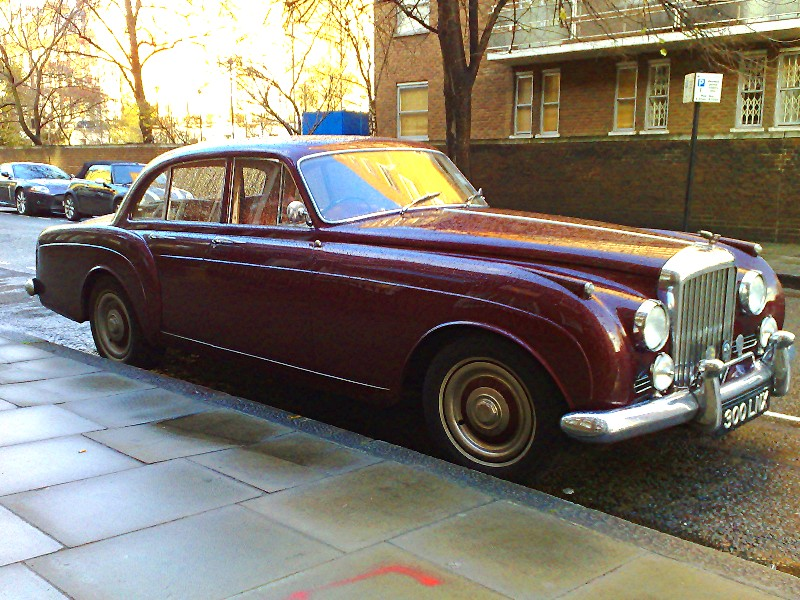
S2 Continental Flying Spur Six-Light Saloon von H.J. Mulliner
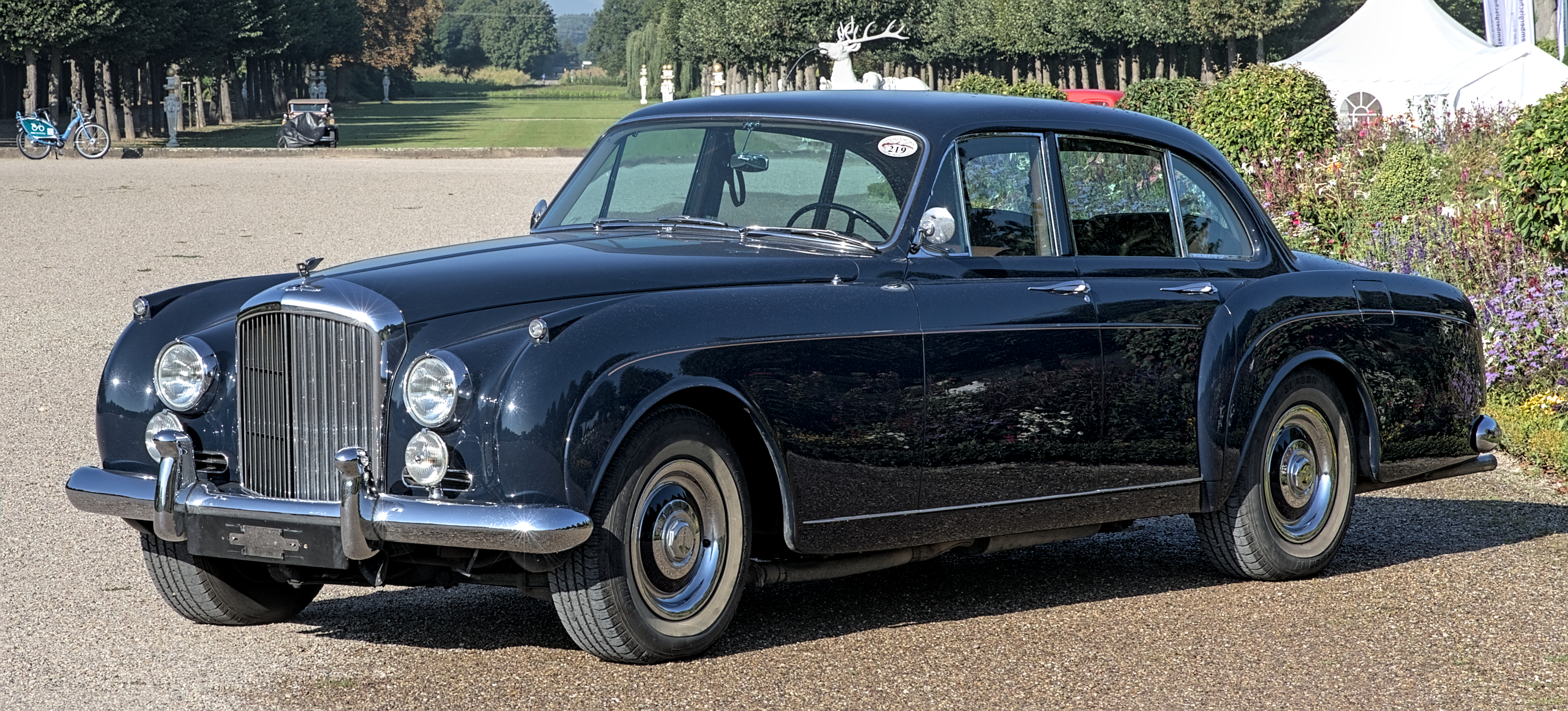
S2 Continental Flying Spur von H.J. Mulliner

### Park Ward
Das zu Rolls-Royce gehörende Karosseriebauunternehmen Park Ward bot ein viersitziges Cabriolet an, das eine glattflächig gestaltete Ponton-Karosserie aufwies. Die Gürtellinie verlief waagerecht von den Scheinwerfern bis zu den Heckflossen, seitlicher Chromschmuck entfiel weitestgehend. Urheber des Entwurfs war der selbständige norwegische Designer Vilhelm Koren. Von Park Wards Cabriolet entstanden bis 1962 insgesamt 125 Exemplare. Korens Entwurf gilt vielfach als der gelungenste bzw. bemerkenswerteste Interpretation des Continental-Themas. prägte die Linien der meisten Aufbauten des ab 1962 produzierten Nachfolgemodells S3 Continental. Diese mit versetzt angeordneten Doppelscheinwerfern („Chinese Eyes“) versehenen Fahrzeuge gehören zu den begehrtesten Versionen der gesamten Continental-Reihe; auch Rolls-Royce bot eine ähnlich gestaltete Sonderversion auf der Basis des Silver Cloud III an.

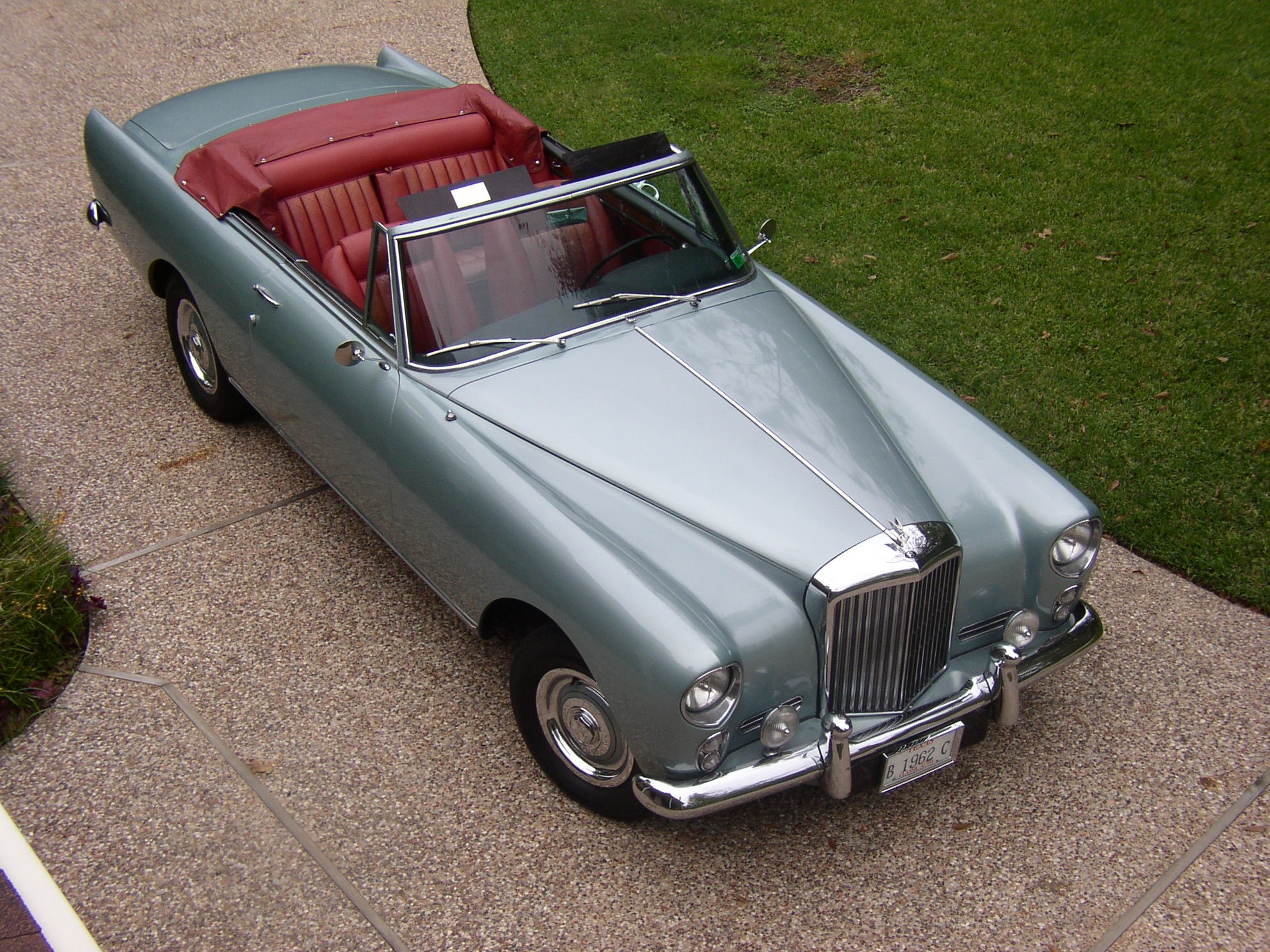
S2 Continental Drophead Coupé von Park Ward
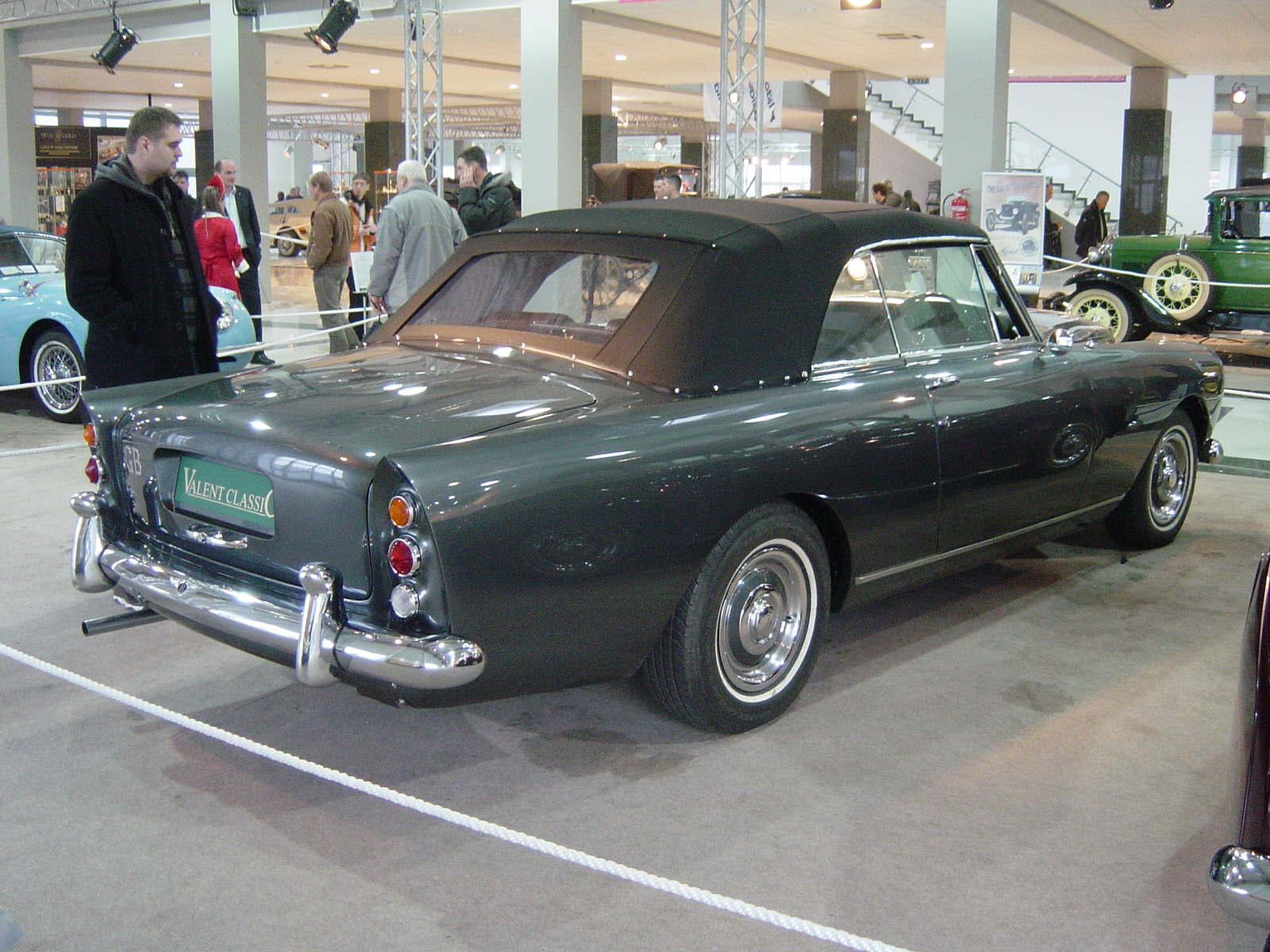
S2 Continental Drophead Coupé von Park Ward

### James Young

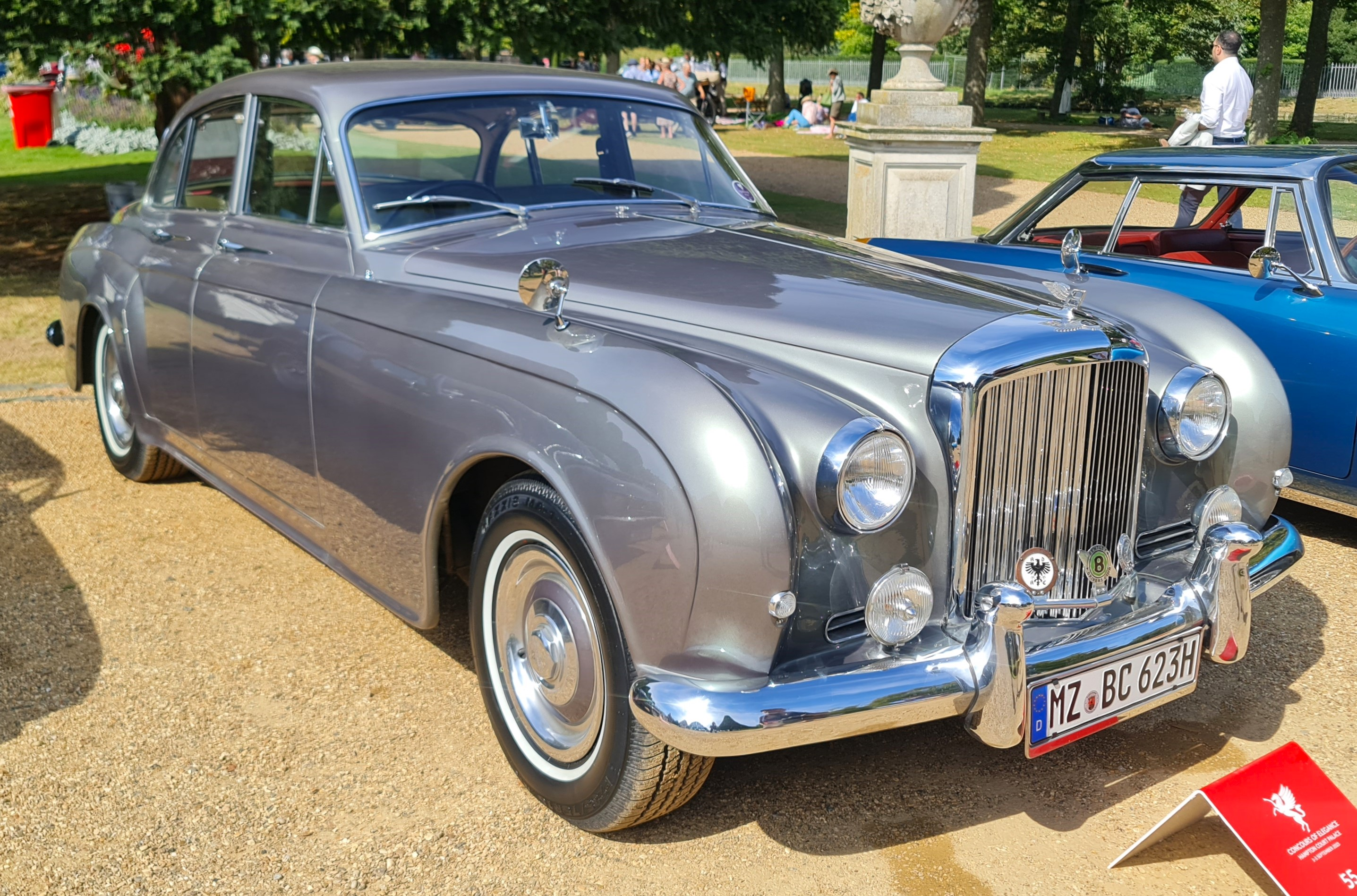
Bentley S2 Continental mit James-Young-Aufbau

Auch der im Londoner Stadtteil Bromley ansässige Karosseriehersteller James Young stellte für den S2 Continental einige viertürige Limousinen her. Das Layout der James Young Flying Spurs entsprach dem der Mulliner-Limousine; in einigen Details aber war das Design unterschiedlich. Das galt vor allem für die Linie des Kofferraums, die größere Rundungen aufwies, und für die Form der Kotflügel. Von James Youngs viertüriger Limousine entstanden 40 Exemplare; hinzu kamen einige zweitürige Versionen mit vergleichbarem Aufbau.

### Weitere Aufbauten
Hooper und Graber produzierten einige weitere Sonderaufbauten für den S2 Continental.